# Ideogram
Ideogram (grško: starogrško ’ιδέα [idea] = ideja, misel, zamisel + starogrško γράμμα [gramma] =zapis) je grafični simbol, ki pomeni določeno idejo, in se uporablja za zapis te ideje. Pisavo sestavljeno iz ideogramov imenujemo ideogramska pisava. Danes najbolj znana ideogramska pisava je kitajska pisava.
Logogram (grško: starogrško λόγος [logos] = beseda + starogrško γράμμα [gramma] =zapis) je grafični simbol, ki pomeni določeno besedo, in se uporablja za zapis te besede. V praksi se besedi ideogram in logogram uporablja kot sopomenki, razlika med zapisom ideje in zapisom besede je bolj teoretična - kot ideogram v širšem smislu se včasih šteje tudi znak, ki ne predstavlja besede pač pa (npr.) matematično operacijo. 
Besedi ideogram in logogram imata tudi redkeje uporabljani obliki ideograf in logograf.

## Razvoj pisave
Ideogrami so bili zgodovinsko gledano stopnja v razvoju od slikovne pisave k črkovni pisavi.
Prve pisave so se razvile iz risanja slik. Slikovni element, ki že s svojo podobo pove, za kateri predmet gre, se imenuje piktogram. Zgled: slika kače pomeni besedo kača, slika človeka pomeni besedo človek, ipd.
V poznejšem razvoju so se oblike znakov stilizirale, poleg tega pa so začeli pisarji dodajati tudi znake za pojme, ki jih ni mogoče neposredno upodobiti, npr.: ljubezen, mir, hitro, sladko, premišljevati, uloviti, ipd. Tako so nastali pravi ideogrami - znaki, ki pomenijo posamezne besede iziroma ideje, vendar pa slikovna upodobitev ni vedno v neposredni zvezi s pomenom znaka. Na taki stopnji razvoja je dnes kitajska pisava. Vsak znak kitajske pisave pomeni določeno idejo. Pri nekaterih znakih je možno pomen povezati s slikovno podobo (npr.: 女 nü = ženska, 三 san = tri, 山 shan = gora), drugi znaki pa so povsem abstraktni (npr.: 书 shu = knjiga, 我 wo = jaz, 爱 ai = ljubezen).
Na različnih koncih sveta se je ideogramska pisava začela spreminjati v zlogovno oziroma črkovno pisavo. Pri takih pisavah simbol ne pomeni več neke ideje, pač pa določen zvok - glas ali skupino glasov (pogosto cel zlog). Znan primer prehodne pisave so egipčanski hieroglifi. V tej pisavi lahko nastopa isti znak kot ideogram (predstavlja celo besedo) ali pa kot črka oziroma zlog (predstavlja samo izgovorjavo).
Zgled: Naslednji hieroglif: 
| m |

 lahko predstavlja besedo sova ali pa črko M.
Kot drug primer mešane pisave navedimo japonsko pisavo, ki je sestvljena iz dveh vrst znakov: znaki kandži so ideogrami, znaki hiragana in katakana pa so zlogovni znaki.